# Auerbacher kleine Waldorte
Die Bezeichnung Auerbacher kleine Waldorte (auch Auerbacher Waldgemeinde) ist ein Kollektivname für die vogtländischen süd- und südöstlich von Auerbach/Vogtl. gelegenen Orte und Häusergruppen
- Georgengrün,
- Grünheide,
- Haideschachen,
- Heßmühle,
- Hirschlecken,
- Hohenhaide,
- Hüttenschachen,
- Reiboldsgrün,
- Sack(haus),
- Zeughaus und
- Zöbisch.[1][2][3]

Die kleinen Waldorte gehörten dabei zu den ehemalig selbständigen Landgemeinden Morgenröthe-Rautenkranz, Tannenbergsthal, und Vogelsgrün. Georgengrün war ein eigenständiger Forstbezirk, in dem zudem die meteorologische Station Georgengrün lag. Die Orte sind zum Teil größere Ansiedlungen (z. B. Georgengrün, Reiboldsgrün) oder es handelt sich um einzelne Güter oder Häuser (z. B. Haideschachen, Zöbisch). 1834 wurden die Orte nach Auerbach eingepfarrt. Die Orte liegen auf einer Höhe von 600 bis 750 m. ü. NN.
Teilweise werden auch noch folgende Siedlungen zu den Waldorten gezählt:
- Hannewald (oder Hahnewald),
- Neuberg,
- Pechseifen,
- Rautenkranz und
- Tannenberg.[4][5]

Analog zur Auerbacher Waldgemeinde gibt es auch die Schönecker Waldgemeinde.

## Geschichte
Die im Auerbacher Wald südlich der Stadt gelegenen Siedlungen der Auerbacher Waldgemeinde wurden zum Teil durch böhmische Exulanten erbaut.
Die Bewohner dieser Siedlungen betrieben ursprünglich Gruben- und Hüttenwesen, Holzschlag, Fuhr- und Floßbetrieb, Pechgewerbe, Köhlerei, Ausnäherei und Klöppelei. 1839 gehörte die zum Amt Voigtsberg gehörige Gemeinde zur Parochie Auerbach. Mit Ausnahme von Rautenkranz waren die Orte nach Tannenberg geschult. Die meisten der Orte liegen im sächsischen Sibirien. Die Orte waren Teils indirekt steuerpflichtig in Eibenstock und Auerbach.

## Häuser und Bewohner
| Jahr                   | Georgengrün   | Georgengrün   | Grünheide     | Grünheide     | Haideschachen | Haideschachen | Heßmühle      | Heßmühle      | Hirschlecken  | Hirschlecken  | Hohenhaide    | Hohenhaide    | Hüttenschachen | Hüttenschachen | Neuberg       | Neuberg       | Reiboldsgrün  | Reiboldsgrün  | Sackhaus      | Sackhaus      | Zeughaus      | Zeughaus      | Zöbisch       | Zöbisch       |
| Jahr                   | Häuser        | EW            | Häuser        | EW            | Häuser        | EW            | Häuser        | EW            | Häuser        | EW            | Häuser        | EW            | Häuser         | EW             | Häuser        | EW            | Häuser        | EW            | Häuser        | EW            | Häuser        | EW            | Häuser        | EW            |
| ---------------------- | ------------- | ------------- | ------------- | ------------- | ------------- | ------------- | ------------- | ------------- | ------------- | ------------- | ------------- | ------------- | -------------- | -------------- | ------------- | ------------- | ------------- | ------------- | ------------- | ------------- | ------------- | ------------- | ------------- | ------------- |
| 1834                   | 421 Einwohner | 421 Einwohner | 421 Einwohner | 421 Einwohner | 421 Einwohner | 421 Einwohner | 421 Einwohner | 421 Einwohner | 421 Einwohner | 421 Einwohner | 421 Einwohner | 421 Einwohner | 421 Einwohner  | 421 Einwohner  | 421 Einwohner | 421 Einwohner | 421 Einwohner | 421 Einwohner | 421 Einwohner | 421 Einwohner | 421 Einwohner | 421 Einwohner | 421 Einwohner | 421 Einwohner |
| 1839                   | -             |               | 3             | 21            | -             | -             | 4             | 33            | -             | -             | -             | -             | 4              | 65             | 1             | 9             | -             | -             | 1             | 24            | -             | -             | 1 (?)         | 13            |
| 1871                   | 4             | 36            | 2             | 13            | 1             | 11            | 5             | 85            | 4             | 35            | 1             | 4             | 10             | 123            | -             | -             | 2             | 19            | 2             | 18            | 9             | 141           | 2             | 13            |
| 1875                   | 4             | 31            | 2             | 12            | 1             | 7             | 5             | 79            | 4             | 42            | 1             | 8             | -              | -              | -             | -             | 2             | 23            | 2             | 27            | 12            | 196           | 2             | 13            |
| 1884                   | 12            | 124           | 2             | -             | 1             | -             | -             | -             | -             | -             | 1             | 47*           | -              | -              | -             | -             | Gut + Bad     | Gut + Bad     | 2             | - *           | -             | -             | Gut + Haus    | Gut + Haus    |
| * gemeinsam aufgeführt |               |               |               |               |               |               |               |               |               |               |               |               |                |                |               |               |               |               |               |               |               |               |               |               |

## Belege
1. ↑  Anonym: Alphabetisches Taschenbuch sämmtlicher im Königreiche Sachsen belegenen Ortschaften und der besonders benannten Wohnplätze. bearbeitet im Statistischen Büreau des Königlichen Ministeriums des Innern, Verlag C. Heinrich, Dresden 1877, S. 7. (alternativ online: SLUB)
2. ↑  Alphabetisches Verzeichniss der im Königreiche Sachsen belegenen Stadt- und Landgemeinden
3. ↑  Generalübersicht sämmtlicher Ortschaften des Königreichs Sachsen nach der neuen Organisation der Behörden mit Angabe ihrer Einwohner- und Häuserzahl am 1. December 1871 (Seite 31)
4. 1 2  Auerbacher kleine Waldorte – HOV | ISGV. Abgerufen am 14. Dezember 2022.
5. 1 2  Handbuch der Geographie, Statistik und Topographie des Königreiches Sachsen von Albert Schiffner. Leipzig 1839. Friedrich Fleischer (Hrsg.). S. 421 und andere